# Quadridavyna
La quadridavyna és un mineral de la classe dels silicats que pertany al grup de la cancrinita. El nom reflecteix el seu volum-cel·la unitat, que es va QUADRuplicar respecte a la de davyna.

## Característiques
La quadridavyna és un tectosilicat de fórmula química (Na,K)₆Ca₂(Al₆Si₆O₂₄)Cl₄, que va ser aprovat per l'Associació Mineralògica Internacional l'any 1990. Cristal·litza en el sistema hexagonal, formant cristalls prismàtics alargats a [0001], d'uns 2 mil·límetres. La seva duresa a l'escala de Mohs és 5.
Segons la classificació de Nickel-Strunz, la quadridavyna pertany a «09.FB - Tectosilicats sense H₂O zeolítica amb anions addicionals» juntament amb els següents minerals: afghanita, bystrita, cancrinita, cancrisilita, davyna, franzinita, giuseppettita, hidroxicancrinita, liottita, microsommita, pitiglianoïta, sacrofanita, tounkita, vishnevita, marinellita, farneseïta, alloriïta, fantappieïta, cianoxalita, balliranoïta, carbobystrita, depmeierita, kircherita, bicchulita, danalita, genthelvita, haüyna, helvina, kamaishilita, lazurita, noseana, sodalita, tsaregorodtsevita, tugtupita, marialita, meionita i silvialita.

## Formació i jaciments
Es troba en cendra volcànica que conté laves metasomatitzades i hidrotermalment alterades, i escòries, de l'erupció del Vesuvi del 1906.
Va ser descoberta l'any 1990 a Ottaviano, a la Província de Nàpols (Campania, Itàlia). També se n'ha trobat al volcà Bellerberg (Renània-Palatinat, Alemanya).